# Kirchborgum
Kirchborgum is een dorp in het Duitse deel van het Reiderland. Het ligt aan de Eems, direct ten noordoosten van Weener. Bestuurlijk is het deel van de gemeente Weener.
Het dorp wordt mogelijk voor het eerst genoemd in 1325 als de Barch. In de vijftiende eeuw wordt het vermeld als Ummeborch (1447), Huweghenborch  (ca. 1475), Umygheborch, 'ton Borghen (1484), Ummeborch of Ummenborch (1487), Kerkborgen; ;  (1589), Naesteborch (1595), Borgum (1599) en ten slotte Kirchborgen (1645). De naam luidde vermoedelijk *Ummingaborg of Ume(n)ghenborch, gevormd uit de familienaam Umminga met de uitgang -borg. Later koos men de meervoudsvorm vanwege de aanwezigheid van meerdere borgen in het dorp (Siepelborg, Midelstenborgum, Kukelborg, Haseborg en Feerstenborgum).
Het dorp betaalde rond 1475 geen kerkelijke afdracht, vermoedelijk omdat het sterk door wateroverlast werd getroffen. Kennelijk is het identiek met Harkenborg, dat rond 1600 ten onrechte als een van de verdronken Dollarddorpen wordt geteld.
Aan de oever van de Eems verrees in 1636-38 een nieuwe kerk, die echter al spoedig bij een dijkdoorbraak in de rivier verdween. Met een eerdere middeleeuwse kerk moet datzelfde ook al gebeurd zijn. In 1765 kwam er een losse klokkentoren, waar de architect J.B. Kröger in 1827 de huidige classicistische zaalkerk tegenaan bouwde. De kansel in Biedermeierstijl, die tegen de zuidwand staat, is gered uit de vorige kerk. Het orgel is geplaatst tegen de oostwand, werd in 1877 vervaardigd door de orgelbouwers Rohlfs uit Esens en is in 1998 gerestaureerd.
Door deze plaats loopt de Europese wandelroute E9, die loopt van de kust van de Atlantische Oceaan via de Noordzee- en waddenkust naar de Oostzee.